# Bothriovulsus
Genre
Bothriovulsus est un genre de collemboles de la famille des Dicyrtomidae.

## Liste des espèces
Selon Checklist of the Collembola of the World (version du 15 août 2019) :
- Bothriovulsus kymgangensis Weiner & Betsch, 1992
- Bothriovulsus pineolae (Wray, 1946)
- Bothriovulsus sohungensis Weiner & Betsch, 1992

## Publication originale
- Richards, 1968 : Generic Classification, Evolution, and Biogeography of the Sminthuridae of the World (Collembola). Memoirs of the entomological Society of Canada, no 53, p. 1-54.